# 松平正義
松平 正義（まつだいら まさよし）は、江戸時代後期の大名。上総大多喜藩の第7代藩主。大河内松平宗家9代。

## 生涯
文化3年（1806年）、第5代藩主松平正路の四男として生まれる。文政9年（1826年）9月27日、兄で第6代藩主正敬の隠居により、その養子となって家督を継いだ。同年12月16日に叙任する。正義は学問を奨励し、大多喜城三の丸に望庵堂という学問所を創設し、藩士子弟の教育化に努めた。これは後に藩校・明善堂となる。
天保8年（1837年）7月11日に死去した。享年32。跡を養子の正和（先代・正敬の長男）が継いだ。
曾孫にジャーナリストで『週刊埼玉』社長の亀井トムがいる。

## 系譜
父母
- 松平正路（実父）
- 松平正敬（養父）

正室、継室
- 英 - 松平頼慎の五女（正室）
- 尚 - 本多忠升の長女（継室）

子女
- 大河内正晴（長男）
- 建部政和正室

養子
- 松平正和 - 松平正敬の長男